# Der Soldat
DER SOLDAT war in Österreich das einzige militärische und sicherheitspolitische Fachmedium im Zeitungsformat und erschien 24 Mal pro Jahr. DER SOLDAT informierte über relevante Themen der österreichischen und internationalen Wehr- und Sicherheitspolitik. Geboten wurden aktuelle Berichte, fundierte Analysen und Meinungen zu Fachthemen. Das Zielpublikum dieser Fachpublikation waren Experten, Entscheidungsträger und Meinungsbildner im Österreichischen Bundesheer, in Politik, Wirtschaft, Medien und Gesellschaft. In der Industrie im Sicherheits- und Verteidigungsbereich stellte sie ein Informationsmedium und eine Kommunikationsplattform dar.
Die Zeitung wurde ab 1956 in enger Kooperation mit dem Bundesministerium für Landesverteidigung und Sport herausgegeben. 
Im Dezember 2014 wurde bekannt, dass das österreichische Verteidigungsministerium alle 7.200 Abos der Zeitschrift gekündigt hatte, um so 225.000 Euro pro Jahr einzusparen. Außerdem gehörte das Bundesheer mit jährlich rund 80.000 bis 90.000 Euro zu den größten Inserenten der Zeitschrift, die Ausgaben für diese Inserate wurden ebenfalls gestrichen.
Die Zeitschrift wurde nach 1409 Ausgaben und 58 Jahren mit Ausgabe 24/2014 vom 17. Dezember 2014 eingestellt.